# Diego Rosa (football, 2002)
Pour les articles homonymes, voir Diego Rosa.
Diego Gabriel Silva Rosa , né le 12 octobre 2002 à Salvador de Bahia au Brésil, plus connu sous le nom de Diego Rosa, est un footballeur brésilien qui joue au poste de milieu de terrain à l'APOEL Nicosie.

## Biographie
Diego Rosa est né à Salvador, capital de l'état de Bahia, dans le nord-est du Brésil.

### Carrière

#### En club
Jouant un temps au Vitória, le club de Salvador, il rejoint ensuite Grêmio en 2018, où il s'illustre notamment avec les moins de 20 ans où il surclassé, ce qui lui vaut sa sélection au mondial des moins de 17 ans.
Auréolé du titre de champions du monde avec les moins de 17 ans, il retourne en club avec le potentiel pour intégrer l’effectif professionnel, notamment lors du Championnat de São Paulo.
Il est cédé par Grêmio à Manchester City en août 2020 mais doit attendre sa majorité et le mercato hivernal pour rejoindre le club anglais,. Son transfert est estimé à 5,2 millions de livres mais pourrait s'élever jusqu'à 23 millions avec les différentes options ajoutées à son contrat. Il est prêté dans la foulée au Lommel SK, club membre du City Football Group, en deuxième division belge,,.

#### En sélection nationale
En octobre et novembre 2019, il est sélectionné pour la Coupe du monde des moins de 17 ans au Brésil. Alternant les titularisation avec Talles Magno, il est notamment décisif en huitième de finale contre la Roijta, où il marque le but de la victoire depuis l'extérieur de la surface. L'équipe du Brésil remporte la finale de la compétition, qu'elle n’a plus atteint depuis 2003.

## Style de jeu
Diego Rosa est décrit comme un milieu de terrain polyvalent, dynamique, faisant montre d'une forte intensité dans le jeu en plus d'une bonne technique avec le ballon, notamment sur les tirs lointains et les passes longues.
Il est ainsi un joueur avec une forte capacité de récupération du ballon, très actif en défense, mais qui brille également par son utilisation du ballon et sa resistance à la pression. Il est notamment comparé à son compatriote Ramires.

## Palmarès
Équipe du Brésil des moins de 17 ans
- coupe du monde des moins de 17 ans
  - Vainqueur en 2019.

## Statistiques
| Saison                | Club                  | Championnat           | Championnat | Championnat | Championnat | Coupe(s) nationale(s) | Coupe(s) nationale(s) | Coupe(s) nationale(s) | Supercoupe | Supercoupe | Supercoupe | Compétition(s) continentale(s) | Compétition(s) continentale(s) | Compétition(s) continentale(s) | Compétition(s) continentale(s) | Ligue régionale | Ligue régionale | Ligue régionale | Total | Total | Total |
| Saison                | Club                  | Division              | M.          | B.          | P.d.        | M.                    | B.                    | P.d.                  | M.         | B.         | P.d.       | Comp.                          | M.                             | B.                             | P.d.                           | M.              | B.              | P.d.            | M.    | B.    | P.d.  |
| 2020-2021             | Lommel SK (prêt)      | 1B Pro League         | 7           | 0           | 0           | -                     | -                     | -                     | -          | -          | -          | -                              | -                              | -                              | -                              | -               | -               | -               | 7     | 0     | 0     |
| 2021-2022             | Lommel SK (prêt)      | 1B Pro League         | 19          | 2           | 2           | 3                     | 0                     | 0                     | -          | -          | -          | -                              | -                              | -                              | -                              | -               | -               | -               | 22    | 2     | 2     |
| Sous-total            | Sous-total            | Sous-total            | 26          | 2           | 2           | 3                     | 0                     | 0                     | -          | -          | -          | -                              | -                              | -                              | -                              | -               | -               | -               | 29    | 2     | 2     |
| 2022-2023             | FC Vizela (prêt)      | Liga Portugal         | 9           | 0           | 0           | 2                     | 0                     | 0                     | -          | -          | -          | -                              | -                              | -                              | -                              | -               | -               | -               | 11    | 0     | 0     |
| 2023                  | EC Bahia              | Serie A               | 11          | 0           | 0           | 4                     | 0                     | 0                     | -          | -          | -          | -                              | -                              | -                              | -                              | 12              | 0               | 0               | 27    | 0     | 0     |
| 2024                  | EC Bahia              | Serie A               | -           | -           | -           | -                     | -                     | -                     | -          | -          | -          | -                              | -                              | -                              | -                              | 2               | 1               | 0               | 2     | 1     | 0     |
| Sous-total            | Sous-total            | Sous-total            | 11          | 0           | 0           | 4                     | 0                     | 0                     | -          | -          | -          | -                              | -                              | -                              | -                              | 14              | 1               | 0               | 29    | 1     | 0     |
| Total sur la carrière | Total sur la carrière | Total sur la carrière | 46          | 2           | 2           | 9                     | 0                     | 0                     | -          | -          | -          | -                              | -                              | -                              | -                              | 14              | 1               | 0               | 69    | 3     | 2     |